# Southland Rugby Football Union
Pour les articles homonymes, voir Southland.
Maillots
Actualités
Dernière mise à jour : 7 août 2025.
La  Southland Rugby Football Union est une fédération provinciale néo-zélandaise de rugby à XV créée en 1887. Son équipe fanion participe au National Provincial Championship. 
La fédération fait partie des trois fédérations provinciales qui donnent des joueurs à la franchise de Super Rugby des Highlanders.
Elle joue au Rugby Park à Invercargill.

## Historique
La Southland Rugby Football Union est fondée en 1887.
Associée à Otago, elle joue une rencontre contre les All Blacks le 22 juillet 1905 conclue par un match nul.

## Statistiques diverses

### Palmarès
Southland a remporté :
- le championnat de deuxième division de l'Île du Sud du National Provincial Championship (NPC) en 1982 et 1984,
- le championnat de deuxième division du NPC en 1989, 1994 et 1996.

### Ranfurly Shield
Southland a remporté le Ranfurly Shield 7 fois entre 1920 et 2011, réussissant à le défendre à 23 reprises.
| Années    | Titre remporté le | contre     | Titre perdu le    | contre     | Nombre de challenges remportés |
| 1920-1921 | 15 septembre 1920 | Wellington | 10 septembre 1921 | Wellington | 1                              |
| 1929-1930 | 31 août 1929      | Wairarapa  | 3 septembre 1930  | Wellington | 3                              |
| 1937-1938 | 31 juillet 1937   | Otago      | 30 juillet 1938   | Otago      | 0                              |
| 1938-1947 | 10 septembre 1938 | Otago      | 2 août 1947       | Otago      | 11                             |
| 1959      | 5 septembre 1959  | Taranaki   | 23 septembre 1959 | Auckland   | 0                              |
| 2009      | 22 octobre 2009   | Canterbury | 9 octobre 2010    | Canterbury | 6                              |
| 2011      | 23 juillet 2011   | Canterbury | 24 août 2011      | Taranaki   | 2                              |

### Résultats en ITM Cup depuis 2006
| Année | Résultat                                   |
| 2006  | 8e                                         |
| 2007  | 6e                                         |
| 2008  | 4e                                         |
| 2009  | 3e                                         |
| 2010  | 7e                                         |
| 2011  | 7e de la Premiership division              |
| 2012  | Demi-finaliste de la Championship division |

## Effectif 2025
| Piliers - Ethan de Groot - Hunter Fahey - Paula Latu (en) - Liam McIntosh - Morgan Mitchell (en) - Jack Sexton - Jone Tiko (en) Talonneurs - Shaun Kempton - Aukusitino Salanoa - Nic Souchon (en) - Jack Taylor (en) Deuxièmes lignes - Ale Aho (en) - Mitchell Dunshea - Cian Hurley (en) - Woody Kirkwood - Alex Yallop | Troisièmes lignes - Leroy Ferguson - Sam Fischli (en) - Hayden Michaels (en) - Semisi Tupou Ta'eiloa (en) - Sean Withy (en) Demis de mêlée - Connor Collins - Connor McLeod - Nic Shearer Demis d'ouverture - Dan Hollinshead (en) - Mika Muliaina - Byron Smith | Centres - Scott Gregory (en) - Tayne Harvey - Fletcher Morgan - Faletoi Peni - Isaac Te Tamaki - Matt Whaanga (en) Ailiers - Brad Kooman - Michael Manson - Sevu Reece Arrières - Rory van Vugt (en) |

## All Blacks
- John Stead
- Brushy Mitchell
- Jock Richardson
- Andrew White
- Bill McCaw
- Kelvin Tremain
- Ken Stewart
- Frank Oliver
- Leicester Rutledge
- Steven Pokere
- Jeff Wilson
- Justin Marshall
- Simon Culhane
- Pita Alatini
- Andrew Hore
- Corey Flynn
- Clarke Dermody
- Jimmy Cowan
- Jamie Mackintosh
- Lima Sopoaga
- Elliot Dixon
- Ethan de Groot
- Sevu Reece